# Кривоносов, Владимир Михайлович
Влади́мир Миха́йлович Кривоно́сов (4 октября 1904 года, Москва — 4 октября 1941 года, Ельня) — советский композитор, фольклорист, педагог. Заслуженный деятель искусств Чувашской АССР (1935 год).

## Биография
Владимир Кривоносов родился в Москве 4 декабря 1904 года (по другим данным 4 октября). Его отец был инженером, специалистом по машиностроению. Мать была певицей, солисткой оперного театра Зимина. Владимир Кривоносов посещал французское реальное училище, параллельно брал частные уроки игры на скрипке у профессора Московской консерватории Г. Н. Дулова. В 1924—1930 годах учился в Московской консерватории (теория музыки и композиции у Г. Э. Конюса, Р. М. Глиэра, класс скрипки у К. Г. Мостраса). После окончания консерватории с 1930 по 1936 год работал в Чувашской АССР в музыкальном техникуме города Чебоксары. Руководил музыкальным отделением, вёл музыкально-теоретические предметы и класс скрипки, заведовал учебной частью. С 1938 года работал в Московской консерватории научным сотрудником кабинета по изучению творчества народов СССР. В 1939 году окончил аспирантуру. С 1940 года и. о. доцента Московской консерватории.
Участвовал в фольклорных экспедициях, в ходе которых записывал народные песни. В 1933 году во время экспедиции по районам Чувашии записал более 100 чувашских песен. В 1937—1939 годах посетил с экспедициями Владимирскую, Куйбышевскую, Курскую, Орловскую, Ярославскую области, Дагестан, Азербайджан и Армению. Написал множество статей о фольклоре народов СССР.
Кривоносов внёс большой вклад в развитие чувашского профессионального музыкального искусства. Среди его учеников были Г. Я. Хирбю, Ф. М. Лукин, Г. В. Воробьёв, Г. С. Лебедев, А. Г. Орлов-Шузьм. В 1933 году написал кантату «Аслă Октябрь саманĕ» («Эпоха Октября») на стихи С. Эльгера. В 1935 году написал первую национальную музыкальную комедию «Хаваслăх» («Радость», либретто А. Я. Каттая). Кривоносов является автором значительного числа инструментальных обработок чувашской народной музыки.
После начала Великой Отечественной войны добровольно пошёл в народное ополчение. Служил пулемётчиком. Погиб 4 октября 1941 года в бою у реки Сож под Смоленском.

## Сочинения
- Азербайджанский музыкальный фольклор, в сб.: Искусство азербайджанского народа. — М.-Л., 1938.
- Киргизский музыкальный фольклор. Сб. (совм. с И. К. Здановичем и Н. М. Владыкиной-Бачинской). — М.-Л., 1939.
- Краткое описание чувашских музыкальных инструментов и заметки об инструментальной музыке чувашей (1939 год) // Музыкальная фольклористика. Выпуск 3. — М.: Советский композитор, 1986. — С. 258—278. — 327 с.
- Ашуги Азербайджана, «СМ», 1938. — № 4;
- Музыкальное творчество кумыков, «СМ», 1938. — № 8.
- Марфа Семеновна Крюкова и северные былины, «СМ», 1939. — № 1 (совм. с А. Гуменником).
- О напевах киргизского эпоса «Манас», «СМ», 1939. — № 6.